# 弗羅雷斯塔 (博亞卡省)
弗羅雷斯塔是哥倫比亞的城鎮，位於該國東北部，由博亞卡省負責管轄，始建於1810年，面積92平方公里，海拔高度2,465米，2005年人口3,833，人口密度每平方公里41.66人。
5°55′N 72°55′W / 5.917°N 72.917°W